# Warreopsis purpurea
Warreopsis purpurea är en orkidéart som beskrevs av Pedro Ortiz Valdivieso. Warreopsis purpurea ingår i släktet Warreopsis och familjen orkidéer.
Artens utbredningsområde är Colombia. Inga underarter finns listade i Catalogue of Life.